# Gibson EDS-1275
Gibson EDS-1275 Double Neck är en dubbelhalsad elgitarr baserad på SG tillverkad av Gibson sedan 1963.
- Wikimedia Commons har media som rör Gibson EDS-1275.